# 사랑의 콜센타 세븐스타즈
《사랑의 콜센타 세븐스타즈》는 대한민국의 종합편성채널 TV조선에서 방영하는 예능 프로그램이다.

## 기획 의도
국민들의 웃음과 감동을 책임졌던 《신청곡을 불러드립니다 - 사랑의 콜센타》 재해석하는 미스터트롯3 TOP7과 함께 4년 만에 돌아옵니다. TOP7의 달콤한 목소리로 귓가를 간지럽혀줄 전화 통화는 물론, 마음을 위로하는 맞춤형 신청곡과 안방까지 직접 찾아가는 신속 정확 선물 배달까지!

## 진행자
- 김성주
- 붐

## 출연진
- 김용빈
- 손빈아
- 천록담
- 춘길
- 최재명
- 남승민
- 추혁진
- 유지우
- 박지후
- 남궁진

## 게스트
- 1회 : 없음
- 2회 : 김연자
- 3회 : 권인하
- 4회 : 홍지윤
- 5회 : 김태연
- 6회 : 영지
- 7회 : 강훈, 남궁진, 유지우, 임찬, 홍성호
- 8회 : 강훈, 고정우, 남궁진, 박지후, 임찬, 홍성호, 이수호
- 9회 : 박창근
- 10회 : 유지우, 창민
- 11회 : 김용임
- 12회 : 나윤권
- 13회 : 김연자, 영탁
- 14회 : 시마 유우키, 준호, 하시즈메 마사토, 가자미노토 츠네히코, 우시지마 류타, 쇼헤이, 한태이, 홍성호, 강민수, 김용임
- 15회 : 시마 유우키, 준호, 하시즈메 마사토, 가자미노토 츠네히코, 우시지마 류타, 쇼헤이, 한태이, 홍성호, 강민수, 홍지윤
- 16회 :

## 여담
- 〈사랑의 콜센타〉 종영 이후 약 4년 만에 시즌3 외전으로 부활하게 되었다. 시즌2의 외전은 〈미스터 로또〉와 같이 방청객들에게 상품을 주는 식으로 진행되었다면, 〈사랑의 콜센타〉의 형식으로 이 방송을 기획한 듯하다.

## 결방
2025년
- 7월 31일 : FC바르셀로나 2025 아시아투어 에디션 <FC서울 VS FC바르셀로나> 편성으로 인한 결방.

## 같이 보기
- 신청곡을 불러드립니다 - 사랑의 콜센타 (미스터트롯)